# LIAZ
LIAZ (Либерецкие автомобильные заводы) — чехословацкая и чешская автомобильная компания.

## История
В 1869 году инженер Эмиль Шкода основал небольшое механическое предприятие в городе Пльзень. Вскоре оно превратилось в одно из крупнейших во всей Австро-Венгерской империи. С 1905 года здесь началось производство тяжёлых армейских грузовых автомобилей и тягачей. А с началом Первой мировой войны завод полностью переключился на военные заказы.
После войны завод Шкода оказался на территории только что провозглашенной Чехословакии и начал выпуск новых 3-тонных грузовиков. После оккупации Чехословакии гитлеровцами в 1939 году завод был передан в их распоряжение и в течение Второй мировой войны выпускал военную продукцию для нужд Вермахта, в том числе и грузовые автомобили.
Сразу после освобождения Чехословакии Красной Армией завод был перенесен в Летняны (пригород Праги) на территорию бывшего авиастроительного завода «Авиа». Производство началось с грузовиков Skoda 706, разработанных ещё в конце 1930-х годов. Однако в связи с возобновлением производства самолётов завод грузовых автомобилей в 1951 году был перенесен в Либерецкий край и включен в состав группы предприятий. Продукция завода стала поставляться на экспорт, преимущественно в страны соцлагеря. В 1957 году был разработан и запущен в серию грузовик нового поколения Skoda-706RT, главным отличием которого стала оригинальная кабина над двигателем. В 1966 году к ним добавились аналогичные модели серии 706MT, но с более мощным двигателем. Эти поколения грузовых автомобилей определили судьбу завода на последующие три десятилетия. Грузовые автомобили и тягачи под маркой Skoda, благодаря своему качеству и надёжности, стали популярными не только в соцстранах Европы, но и в Китае, КНДР, Вьетнаме, Египте и Сирии. В частности, в Китае выпускались клоны чехословацких «Шкод».
Особым покупателем чехословацких грузовиков являлся СССР. Сюда, начиная с конца 50-х годов, поставлялись бортовые грузовики, самосвалы, а также седельные тягачи с полуприцепами-рефрижераторами, которые в 60-80-х годах стали настоящей визитной карточкой советских дальнобойщиков. Такие рефрижераторные автопоезда использовались в межрегинальных и межреспубликанских грузоперевозках, а также ездили по международным маршрутам, в основном, в соцстраны. На ранних этапах их эксплуатантом являлся даже «Совтрансавто».
Разработка нового поколения тяжелых дорожных грузовиков для замены серий RT и MT началась ещё в 1960-х годах. Первые грузовики теперь уже под маркой LIAZ появились в 1973 году, модели 100.05 и 100.45. Завод надеялся с их помощью выйти и на западный рынок. Однако этого не произошло. В СССР грузовые автомобили LIAZ 100-й серии начали поставляться лишь с 1982 года преимущественно в качестве дальнобойных автопоездов-рефрижераторов. Несмотря на запуск в серийное производство новой 100-й серии, модели старых семейств 706RT и 706MT продержались в производстве вплоть до второй половины 80-х годов. 
В начале 1988 года завод выпустил 500-тысячную автомашину. Распад СЭВа и соцлагеря серьёзно повлиял на LIAZ. Экспорт резко сократился, поэтому сократилось производство. 
В сентябре 1995 года завод перешёл под контроль предприятия тяжелого машиностроения Skoda. С 1997 года началось серийное производство нового семейства 400. 5 сентября 2003 года производство полностью остановилось. В том же году предприятие выкупила частная компания Tedom.

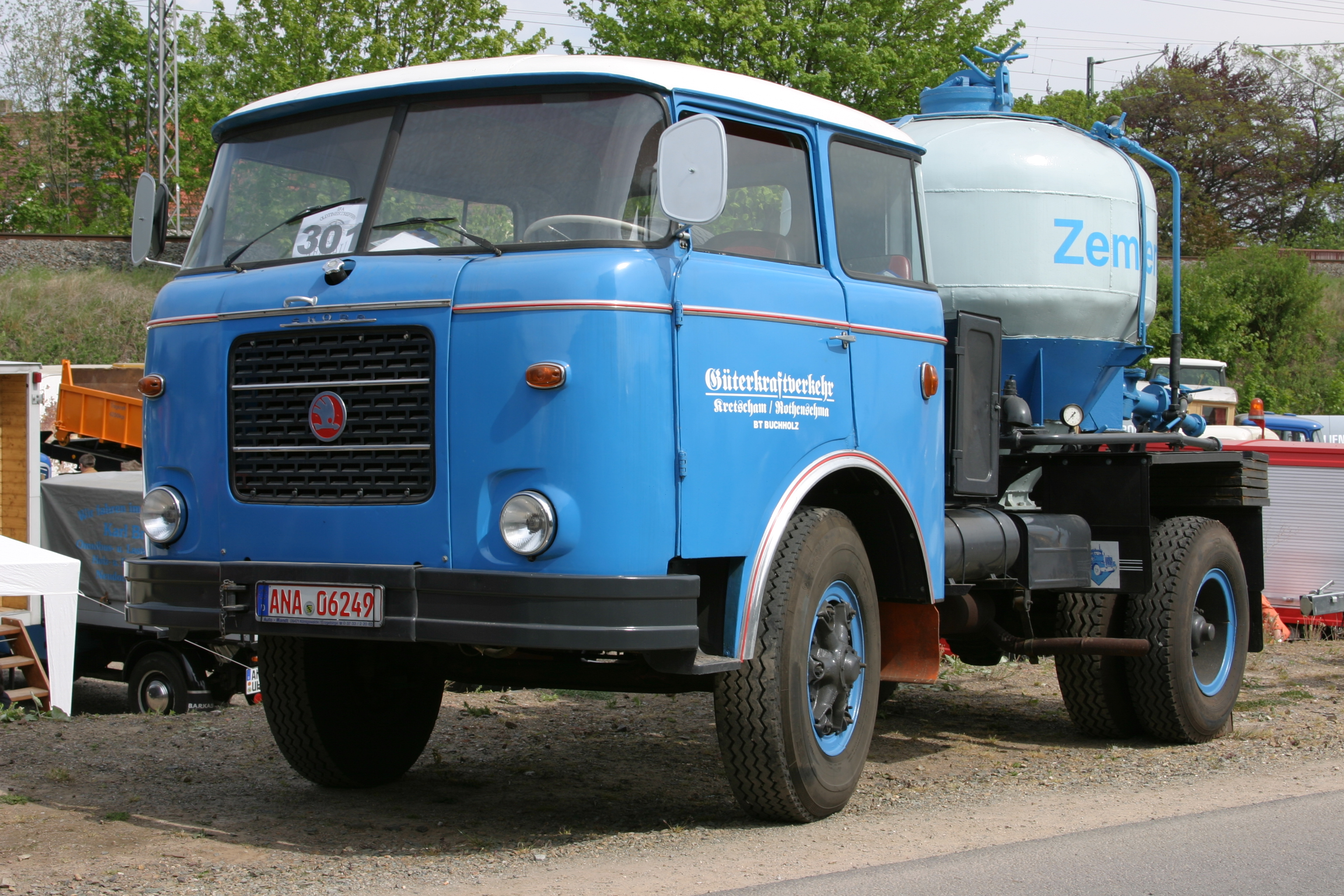
Škoda 706RT цементовоз
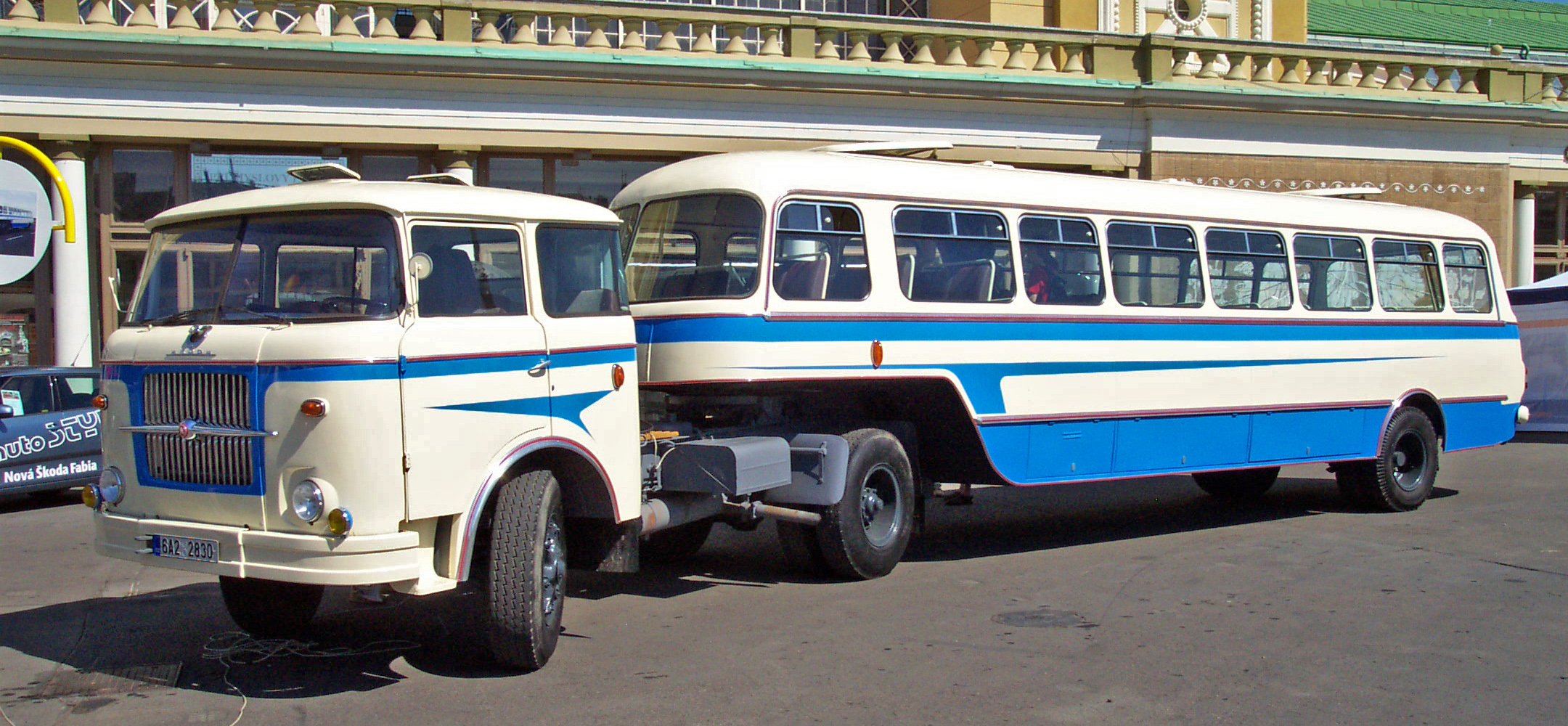
Пассажирский автопоезд в составе седельного тягача Skoda-706RTTN и пассажирского полуприцепа Karosa
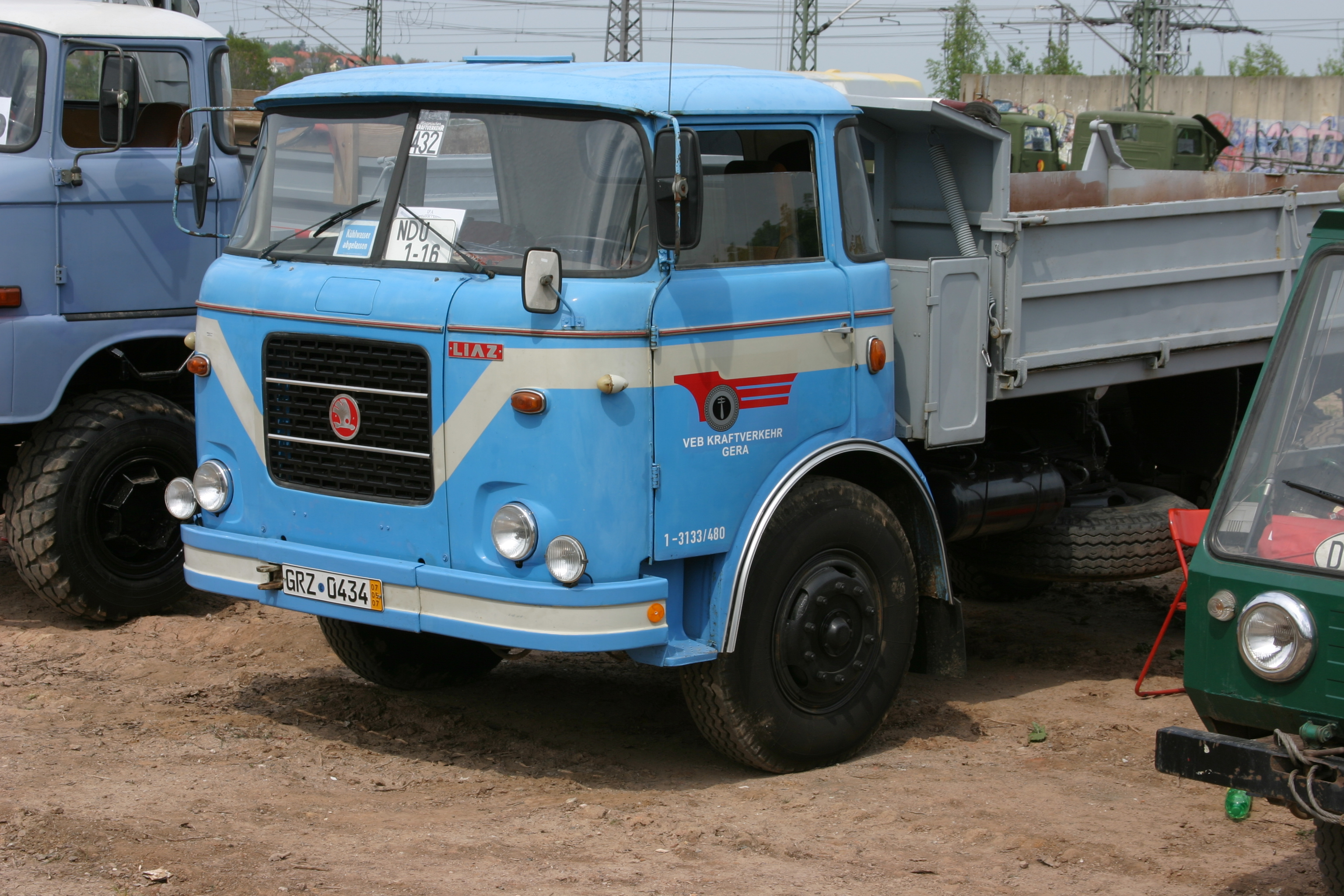
Škoda 706MT самосвал
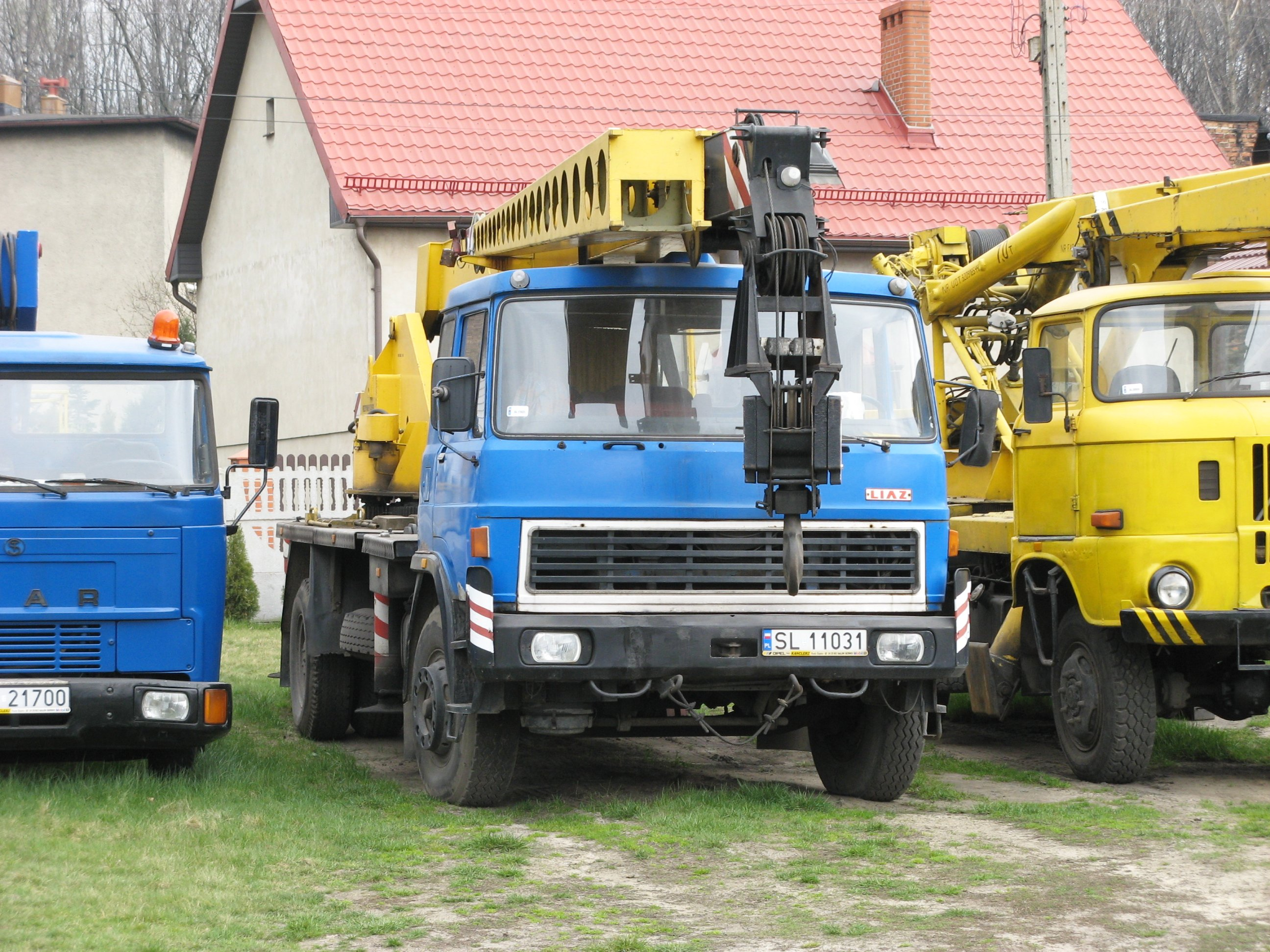
LIAZ 100 автокран
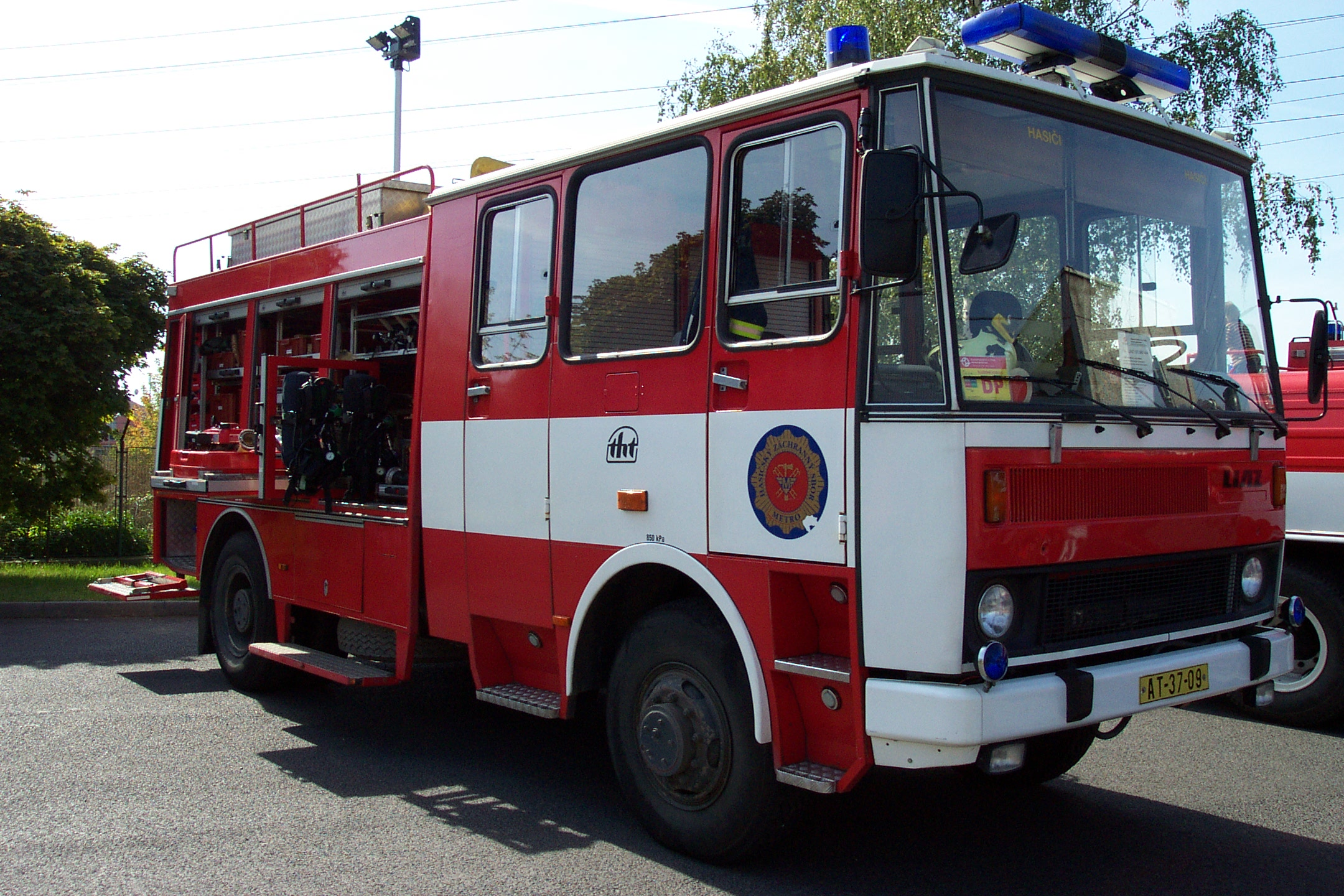
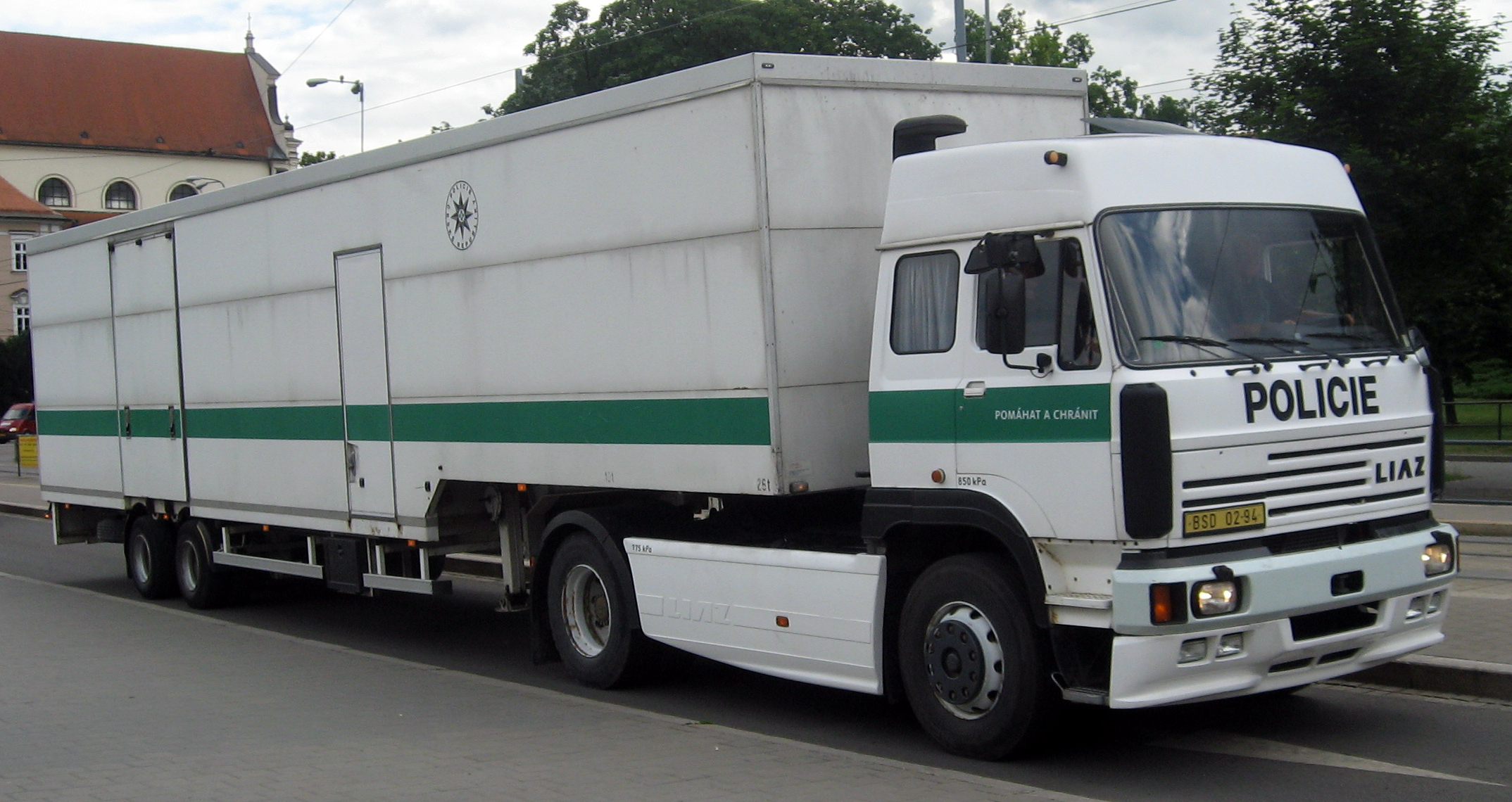
LIAZ 200-й серии
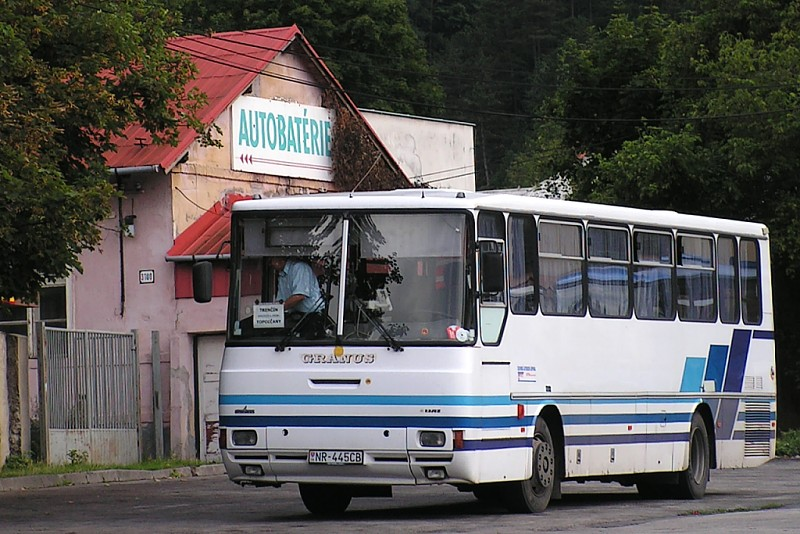